# Jean Martin (peintre)
Pour les articles homonymes, voir Jean Martin et Martin.
Jean Martin est un peintre figuratif français né à Lyon le 21 mai 1911 et mort à Pierre-Bénite le 12 avril 1996. Autodidacte, il participe en 1938 aux manifestations du groupe Forces nouvelles, créé en 1935 par le critique d'art Henri Héraut et dessine la couverture de la revue littéraire L'Arbalète en 1940.

## Biographie
Fils d’ouvrier, Jean Martin (Lyon, 1911 – Lyon, 1986) est un peintre autodidacte. Dans les années 1920, il se lie avec le peintre Lucien Féchant et le sculpteur Georges Salendre (1890-1985) qui l’initie à la taille directe et joue un rôle décisif dans son orientation stylistique. Il expose pour la première fois au salon d’automne en 1933, au salon du Sud-Est à partir de 1934, puis au Salon des indépendants à Paris à partir de 1935. Durant l’entre-deux-guerres, il développe une peinture réaliste marquée par le XVIe siècle allemand (Grünewald, Cranach, Dürer…), mais aussi par l’expressionnisme contemporain belge, comme le souligne René Déroudille en 1946, qui affilie volontiers Martin aux artistes de Laethem-Saint-Martin (Permeke, de Smet…) dans un article intitulé « Expressionnisme lyonnais », à la suite d'une exposition du peintre à la galerie Folklore. Sa rencontre avec Marcel Michaud (1898-1958) en 1933 marque le début d’une profonde amitié, malgré le refus du peintre d’intégrer le groupe Témoignage en 1936. Proche du poète, journaliste et résistant René Leynaud, qu'il connaît depuis l'enfance, il peint son portrait (Le Poète, 1944, collection particulière) après que celui qui fut l'ami d'Albert Camus a été arrêté par la Milice en mai 1944. 
En 1938, Martin expose à la galerie Billiet-Vorms (Paris), avec le groupe Nouvelle Génération, ultime manifestation des Forces Nouvelles, créées autour du critique Henri Héraut (1894-1982) en 1935, en marge de la querelle du Réalisme. À cette occasion, le tableau Les Aveugles (1937, musée des Beaux-Arts de Lyon) est présenté aux côtés des œuvres de Georges Rohner, Robert Humblot, Jean Lasne ou Henri Jannot. Durant l’Occupation, il expose régulièrement à Lyon à la galerie Folklore, à Marseille à la galerie Jouvène, puis de 1945 à 1947, annuellement à la galerie de Katia Granoff à Paris, avec laquelle il entretient une profonde amitié depuis son exil lyonnais et dont il réalisera le portrait en 1981. 
L’intérêt qu’il porte au livre et à l’édition l’amène à collaborer avec Marc Barbezat (1913-1999) à la naissance de la revue d'avant-garde L'Arbalète en 1940, dont il dessine la première de couverture. L'Arbalète deviendra par la suite le premier éditeur de Jean Genet ou de Mouloudji. En 1940, il peint La Blessure au côté (1940, collection particulière), l'une des iconographies les plus fortes de l'art de la défaite. Reprenant les codes traditionnels d'une Descente de Croix, l'œuvre représente un soldat allemand portant une victime de l'armée française. 
Installé à Paris à partir de 1946, Martin produit de nombreux décors et costumes pour le théâtre, notamment pour les compagnies de Pierre Blanchar, Raymond Hermantier, Jean-Marie Serreau et Louis Jouvet, pour lesquelles il collabore avec Jean Bertholle, Christian Bérard, Picasso ou encore le compositeur Georges Delerue. Au début des années cinquante, il s’oriente définitivement vers la tradition médiévale, travaille à la tempera et crée des images empreintes d’idéal roman et byzantin. Il ouvre rue Saint-Sulpice, la galerie A.T.C. (Arts et Traditions Chrétienne), où exposeront de nombreux peintres, parmi lesquels Jean Lambert-Rucki, des sculpteurs, mais aussi des potiers, des dinandiers, notamment Maurice Perrier, ou encore des tisserands. A.T.C. jouera un rôle important dans le renouveau de l'art sacré en France tout au long des années conciliaires.

## Collections publiques
- La Piscine, musée d'art et d'industrie André Diligent, Roubaix : Le Fils du bedeau, 1933 ; Le Noyé, 1937 ; L'Exilé, 1938 (ces trois œuvres font partie de la donation de Françoise Martin, fille de l'artiste en 2011)
- Musée des beaux-arts de Lyon : Tête de supplicié, 1937 (legs Claudius Côte, 1961) ; Les Aveugles, 1937 (donation de Rosette Martin, veuve de l'artiste en 2009) ; La Longue chemise, 1944 ; un ensemble de 25 œuvres sur papier (1935-1945) est entré par donation de Rosette Martin, veuve de l'artiste en 2009.
- Bibliothèque municipale de Lyon : correspondance de Marc Barbezat à Jean Martin autour de la création de la revue L'Arbalète, 1939-1945 (donation de Rosette Martin, veuve de l'artiste en 2005).
- Musée des Années 30, Boulogne-Billancourt : L'Homme qui mange, 1935 ; Les Blouses claires, 1940 (donation de Rosette Martin, veuve de l'artiste en 2005).
- Musée Paul Dini[11], Villefranche-sur-Saône : Autoportrait, 1935 (donation de Francoise Martin, fille de l'artiste en 2011).
- Musée des Beaux-Arts de Valence : Les Petits chevaux, 1942.
- Musée eucharistique du Hiéron, Paray-le-Monial : L'Annonciation, 1934 ; Un soir sur la route d'Emmaüs, 1990 (donation Association des amis du peintre Jean Martin 2012).

Église Saint Charles de Serin Lyon 9e :
Nativité lyonnaise 
Tableau entièrement restauré en 2018.

## Association Mémoire du peintre Jean-Martin
À la mort de l'artiste en 1996, sous l'impulsion de sa veuve, Rosette Martin et de ses deux filles, Janine Martin (sœur Janine-Rose) et Françoise Martin (sœur Claire), a été créée l'association Mémoire du peintre Jean-Martin, dans le but de soutenir la diffusion de son œuvre à travers des donations à des collections publiques et des publications. L'association compte aujourd'hui près de 400 adhérents.